# Баньйос-де-Монтемайор
Баньйос-де-Монтемайор (ісп. Baños de Montemayor) — муніципалітет в Іспанії, у складі автономної спільноти Естремадура, у провінції Касерес. Населення — 751 особа (2010).
Муніципалітет розташований на відстані близько 180 км на захід від Мадрида, 100 км на північний схід від Касереса.

## Демографія
Динаміка населення (INE ):